# Danzig (banda)
Danzig é uma banda americana de heavy metal homônima fundada pelo ex-vocalista do Misfits e Samhain, Glenn Danzig. Formada no ano de 1987 em Lodi, Nova Jérsei.

## História
Formada em 1977, a banda Misfits fez muito sucesso tendo à sua frente Glenn Danzig no vocal, Jerry Only no baixo e mais tarde o guitarrista Doyle. Apesar do sucesso, desentendimentos entre Glenn e Jerry levaram a banda ao seu desfecho. O fim da formação original da banda nunca foi esclarecido. Quando questionado sobre o assunto, Glenn fica nervoso e desconversa.
Glenn queria mudar o estilo de tocar e cantar e começou a escrever outras músicas, coisa que para ele não era problema, pois todas as músicas dos Misfits foram compostas por ele. Dali saíram os primeiros passos do que viria se tornar o Danzig.
Em 1988 o Danzig lança seu primeiro disco auto-intitulado, com Glenn Danzig nos vocais, Eerie Von no baixo, John Christ na guitarra, e Chuck Biscuits na bateria. Contavam com o apoio do Metallica, que sempre tocou cover dos Misfits, e resolveu dar uma força para a nova banda de Glenn. Segundo boatos a faixa "Possession" do primeiro disco tem a participação de James Hetfield, embora sem créditos.
De 1988 a 1989 a banda excursionou, e em 1990 lançou um vídeo com clips e declarações de seus integrantes.
Seu segundo álbum, "Lucifuge Lucifugeé", sai em 1990, com músicas como "Long Way Back From Hell", "Her Black Wings". No ano seguinte lançam um segundo vídeo, também chamado Lucifuge.
Em 1992 é a vez de How the Gods Kill considerado o melhor trabalho da banda. Além da faixa-título, destacam-se "Dirty Black Summer" e "Do You Wear the Mark".
Em 1993, lançam o EP "Thrall", com três músicas inéditas, juntamente com o EP "Demonsweatlive", com quatro músicas ao vivo.
"Danzig IV" sai em 1994 com o hit "Cantspeak". No ano seguinte, nos dias 20 e 21 de junho a banda se apresenta pela primeira vez no Brasil. O show foi no Olympia e marcou o lançamento do CD. No palco uma surpresa para os brasileiros era a saída de Chuck Biscuits da batera, dando lugar a Joey Castillo, que superou a expectativas.
Glenn se desentendeu com a banda, o que leva ao seu término, e abre uma editora e começa a fazer quadrinhos. Eerive Von foi para o ramo de trilhas sonoras de filmes e John Christ começa a trabalhar solo. Glenn resolve voltar com a banda, chama Joey Castillo de volta, convida Joseph Bishara para os teclados e Josh Lazie para o baixo, e fazem um som totalmente diferente do antigo Danzig, se voltando para o industrial.
Em 2010, a banda lançou o álbum "Deth Red Sabaoth", que trouxe um som mais parecido com o do começo da carreira.

## Formação

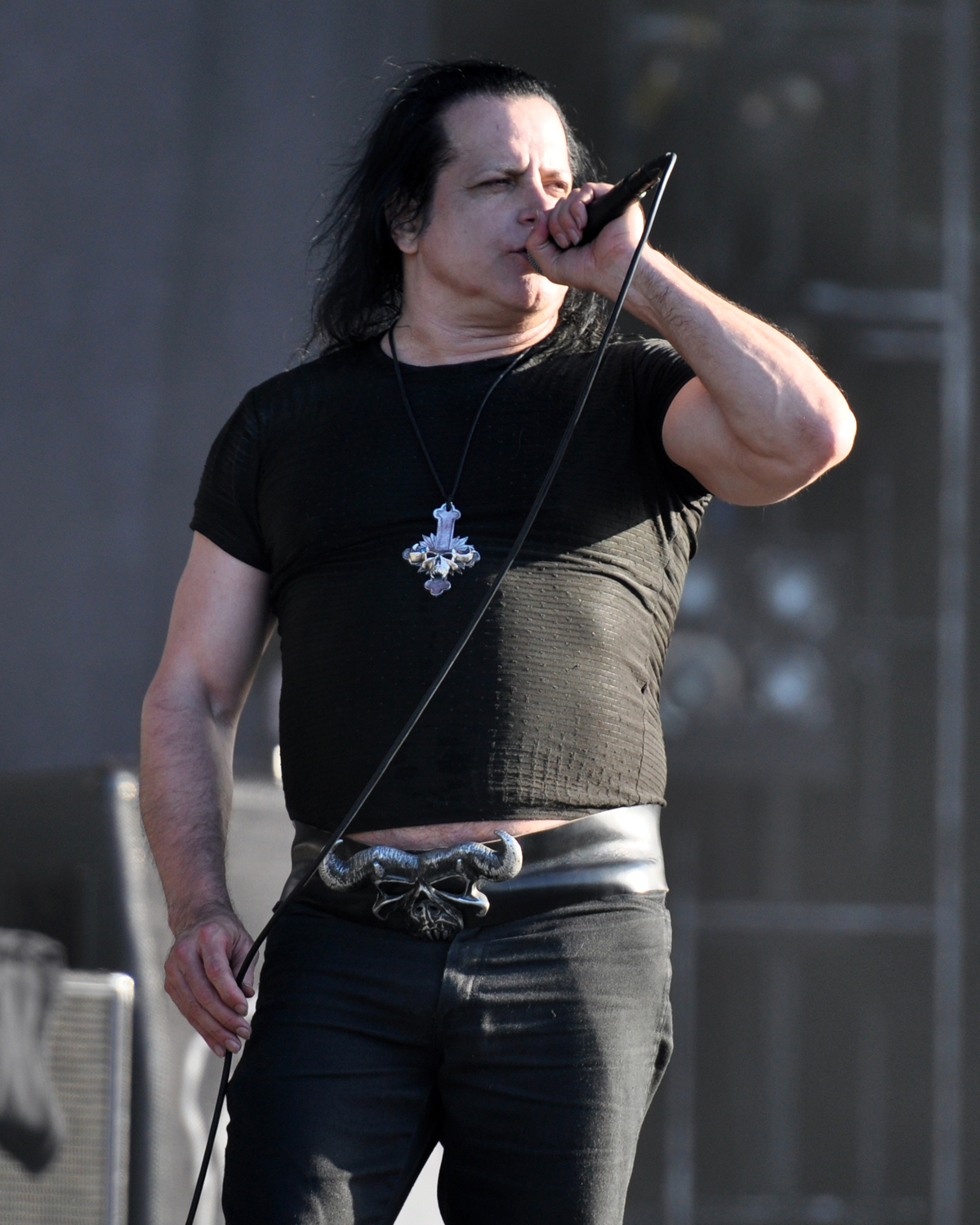
Glenn Danzig no Wacken Open Air 2013

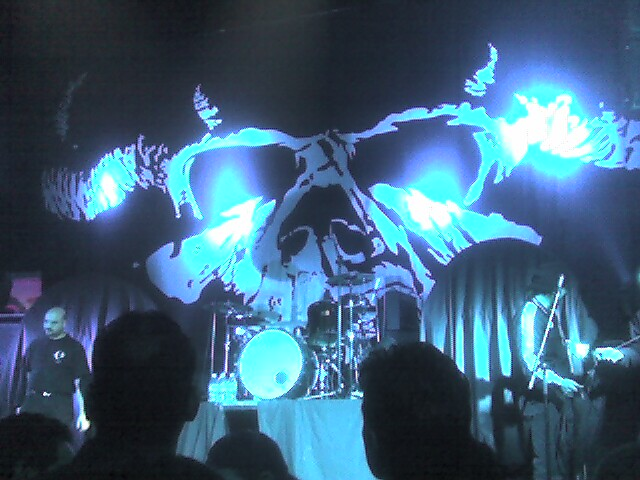
Cenário de um show comum de Danzig

### Formação atual
- Glenn Danzig – vocal principal, guitarra base, teclados (1987–presente)
- Tommy Victor – guitarra (1997–1998, 2002–2005, 2008-presente)
- Steve Zing – baixo, vocal de apoio (2006–presente)
- Johnny Kelly – bateria, percussão (2002–2003, 2005–presente)

### Ex-integrantes
- John Christ – guitarra (1987–1995)
- Tom Orio-Nist – guitarra (1996)
- Dave Kushner – guitarra (1997)
- Jeff Chambers – guitarra (1998–1999)
- Todd Youth - guitarra (1999-2002)
- Joe Fraulob – guitarra (2005–2006)
- Kenny Hickey – guitarra (2006–2007)
- Cody Nuckols - guitarra (2007-presente)
- Doyle Wolfgang Von Frankenstein – guest live guitarra (2006)
- Eerie Von – baixo (1987–1995)
- Josh Lazie – baixo (1996–1997, 1998–2000)
- Rob Nicholson – baixo (1997–1998)
- Howie Pyro – baixo (2000–2002)
- Jerry Montano – baixo (2002–2006)
- Chuck Biscuits – bateria, percussão (1987–1994)
- Joey Castillo – bateria, percussão (1994–2002)
- Charlee Johnson – bateria, percussão (2002)
- Bevan Davies – bateria, percussão (2004–2005)
- Karl Rosqvist - bateria, percussão (2007)

## Discografia
- 1988 - Danzig
- 1990 - Lucifuge
- 1992 - How the Gods Kill
- 1994 - 4
- 1996 - Blackacidevil
- 1999 - Satan's Child
- 2002 - I Luciferi
- 2004 - Circle of Snakes
- 2010 - Deth Red Sabaoth
- 2015 - Skeletons[7][8][9]
- 2017 - Black Laden Crown
- 2020 - Danzig Sings Elvis